# Río Tombigbee

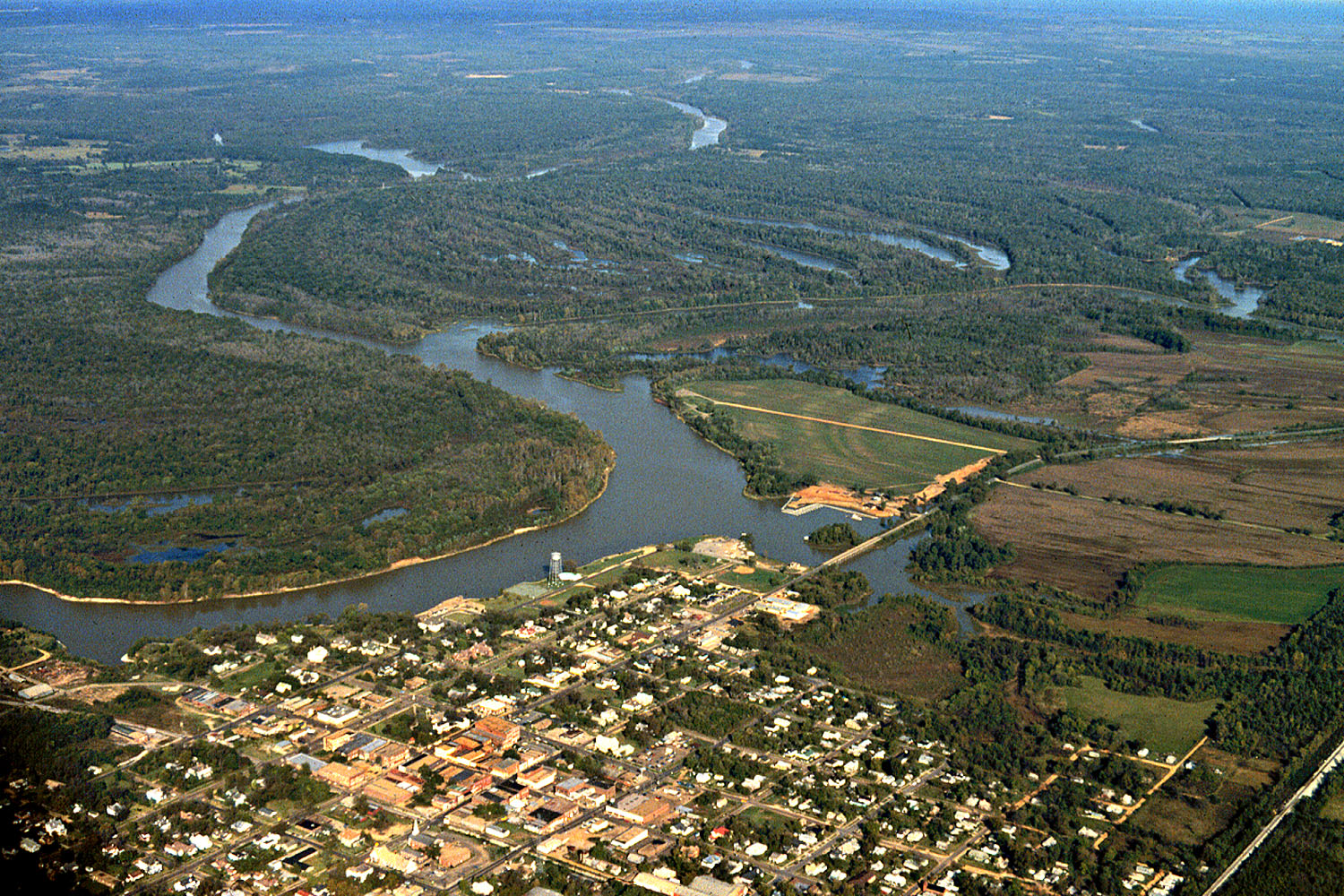
Vista de Demopolis, en la confluencia del río Black Warrior con el Tombigbee.

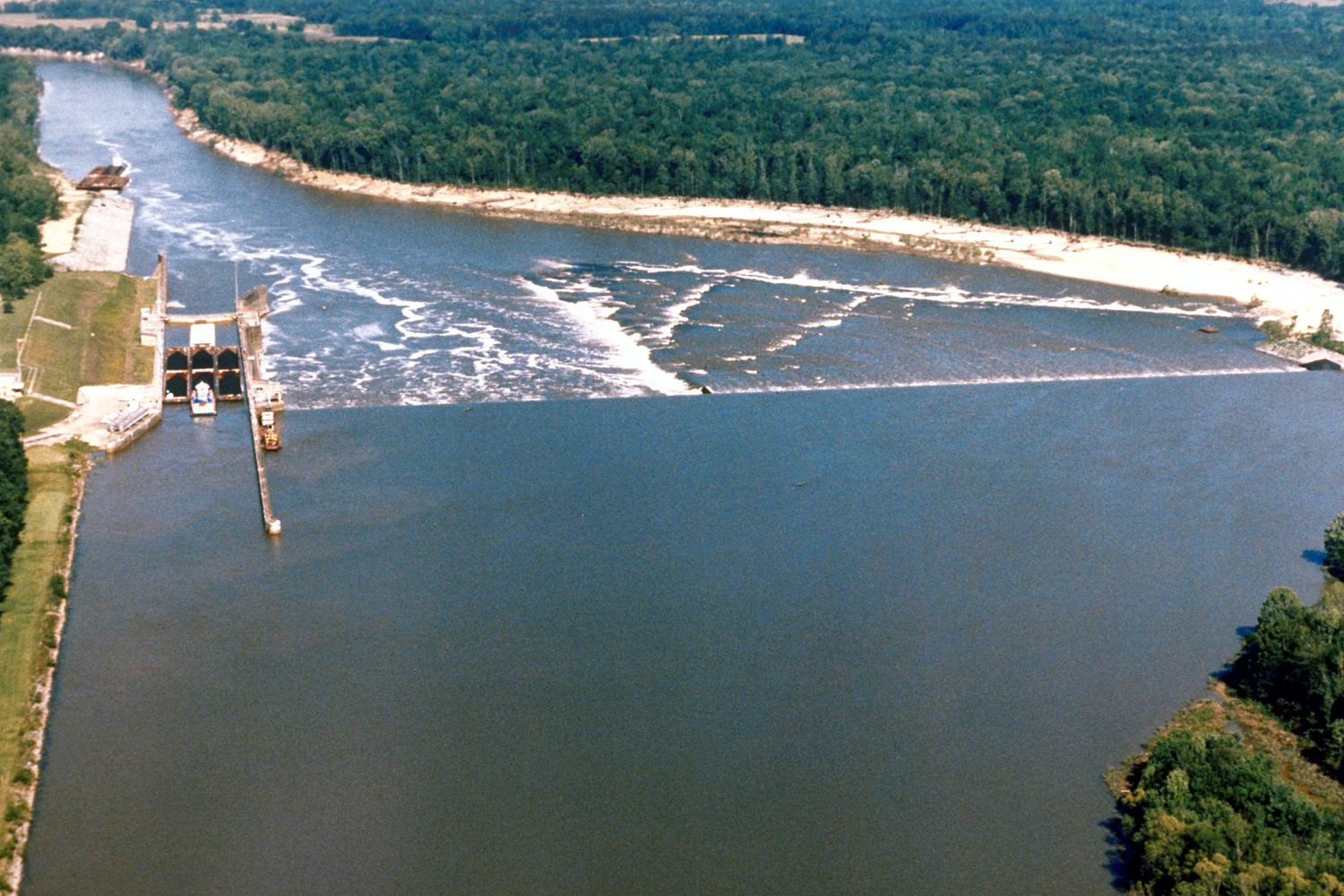
Presa de Demopolis.

El río Tombigbee es un río del sur de los Estados Unidos, la principal fuente, junto con el río Alabama, del río Mobile. Tiene una longitud de 644 km y drena una cuenca de 49.520 km².
Discurre por los estados de Misisipi y Alabama.

## Geografía
El río Tombigbee, junto con el río Alabama, son los dos ríos que se unen para formar el pequeño río Mobile, que desemboca en la bahía del Mobile en el golfo de México. La cuenca hidrográfica de las aguas del Tombigbee abarca la mayor parte de la llanura costera rural del oeste de Alabama y del noreste de Misisipí, discurriendo generalmente hacia el sur. Forma parte de una de las rutas principales de navegación comercial del sur de los Estados Unidos, siendo navegable en la mayor parte de su curso a través de esclusas. Está unido en su parte superior con el río Tennessee a través del Canal Tennessee-Tombigbee o canal Ten-Tom (Tennessee-Tombigbee Waterway), de 377 km, que ofrece una ruta alternativa para acceder a la cuenca del río Ohio. 
El río nace en el condado de Itawamba, en la parte noreste del estado de Misisipí. Históricamente, se consideraba que el nacimiento del río estaba en el norte del condado de Monroe, en la confluencia del arroyo Town (Town Creek, también conocido como el río West Fork Tombigbee) con el río East Fork Tombigbee. Hoy, sin embargo, lo que antes era conocido como East Fork se considera integrante del propio río Tombigbee. 
Discurre primero el río hacia el sur, en la parte centrooccidental del estado de Misisipí. Pasa a través del lago Aberdeen —cerca de la ciudad de Aberdeen (6.415 hab.)—, luego del lago Columbus —cerca de Columbus (25.944 hab.)— y por último, del lago Aliceville, ya en la frontera con Alabama. Continua a través del oeste de Alabama, en dirección SSE, en un curso típico de llanura, con muchos meandros, pasando por Gainesville (220 hab.) y Demopolis (7.540 hab.), donde recibe al río Black Warrior. Pasado Demopolis, el río sigue hacia el Sur, atravesando Jackson (5.419 hab.). Finalmente se une al río Alabama, por la derecha, al norte de los condados de Mobile y Baldwin, aproximadamente a unos 50 km al norte de la ciudad de Mobile, para formar el río Mobile. 
Después de la finalización del Canal de Tennessee-Tombigbee en 1985, la mayor parte del curso medio del río en el noroeste de Misisipi fue desviado hacia el nuevo canal. Por encima del lago Aberdeen, el canal discurre junto al curso original del río.
El Refugio Nacional de Fauna de Choctaw (hábitat protegido del pato de la Florida) se encuentra a lo largo del río en el sudoeste de Alabama, aproximadamente 32 kilómetros al noroeste de Jackson.

## Afluentes
Los principales afluentes son: el ya mencionado río Black Warrior (286 km), por la izquierda; el río Buttahatchee (121 km), que le aborda desde el noreste, cerca de Columbus; el río Sipsey (233 km), aproximadamente a 16 km al norte de Gainesville; y el río Noxubee (225 km), que lo hace en Gainesville, por la derecha.

## Historia
El curso superior del río Tombigbee era la patria de los formidables chickasaw antes de su retirada en 1838. El Tombigbee fue la ruta tomada por Jean-Baptiste Le Moyne de Bienville en su campaña de 1736 contra ellos.

## El incidente delCahaba
El 28 de abril de 1979, cerca de Demopolis, durante una crecida del río Tombigbee, el remolcador Cahaba paso bajo un puente levadizo, que no se encontraba abierto, y las rápidas corrientes le arrastraron contra el puente en aguas poco profundas. La fuerza fue tan intensa que logró volcar la embarcación y hacerla pasar bajo el puente, totalmente sumergida en el río. El barco surgió al otro lado del puente con algunos daños, en su mayor parte cosméticos, y luego logró enderezarse por sí mismo.